# Jens Due
Jens Due (også kendt som Jens Bondesøn Due til Torsø) (død o. 1419) var en dansk rigshofmester.
Han var søn af Bonde Jensen Due og nævnes første gang i 1370. Moderen var en datter af Morten Due.
Han ejede bl.a. Nørtorp i Thy, Krageholm i Skåne og Fuglsang på Lolland. Den sidstnævnte gård fik han ved sit ægteskab med sin første hustru, Sidsel Andersdatter Mule.
Han var 1377-78 blandt de medlemmer af den danske adel, som støttede hertug Albrechts krav på den danske trone efter Valdemar Atterdags død; siden sluttede han sig til dronning Margrete og blev en af hendes betroede.
I 1396 var han høvedsmand på Helsingborg, og det følgende år blev han ved kroningen af kong Erik i Kalmar slået til ridder. I 1400-9 og igen 1414-16 er han rigshofmester. Han var i 1417 en af voldgiftsmændene i striden mellem kongen og biskop Jens Andersen Lodehat i Roskilde om retten til København og i 1418 deltager i forhandlinger med Holstenerne. Han nævnes sidste gang i live i 1419.
Han fik børnene Bonde, Lasse og Mette.
Efter sin første hustrus død har han muligvis giftet sig med en Anne Jensdatter.

## I populærkultur
I filmen Margrete den Første (2021) bliver Jens Due spillet af Thomas W. Gabrielsson.